# Tankred Galilejský
Tankred Galilejský (ve starší literatuře psáno Tankréd; francouzsky Tancrède, latinsky Tancredus; dále možno Tankred z Tiberiady či Tankred z Antiochie, pro možnost záměny méně přesně také Tankred z Hauteville; asi 1072 – 5. nebo 12. prosinec 1112) byl italo-normanský válečník a jeden z vůdců první křížové výpravy. Byl synovcem a na výpravě nejbližším člověkem knížete Bohemunda z Tarentu a podobně jako on, i Tankred se ke křížové výpravě připojil ze zištných důvodů. Při postupu křižáků Kilíkií se oddělil od hlavního vojska, společně s hrabětem Balduinem z Boulogne, který rovněž toužil po vlastním panství. Ale jejich společné tažení nemělo dlouhého trvání a spor o dobyté město Tarsos jejich cesty rozdělil. Zatímco Balduinovi se nakonec podařilo vytvořit na Eufratu své vlastní hrabství, Tankred se znovu připojil k hlavnímu vojsku, se kterým vytrval až do finálního obléhání Jeruzaléma.
Po skončení křížové výpravy si Tankred ve Svaté zemi vydobyl své vlastní Galilejské knížectví. Když byl Tankredův strýc Bohemund zajat, ujal se Tankred regentské vlády v Antiochijském knížectví. Po Bohemundově propuštění zůstal Tankred v Antiochii. Když proti Antiochii vytáhl byzantský císař Alexios I., Bohemund se vrátil zpět do jižní Itálie a Tankred se tak znovu stal antiochijským regentem. Po Bohemundově smrti roku 1111 Tankred krátce vládl za jeho nezletilého syna Bohemunda II. až do své smrti roku 1112.

## Původ

Rodový erb Hautevillů

Tankredovou matkou byla Emma z Hauteville, sestra Bohemunda z Tarentu, a otcem Odo, zvaný „dobrý markýz“. Jeho děd z matčiny strany byl slavný normanský dobyvatel jižní Itálie Robert Guiscard. Měl jednoho mladšího bratra Guillauma. O jeho mládí se takřka nic neví, nicméně se usuzuje, že kromě rodné francouzštiny ještě ovládal řečtinu a arabštinu.

## První křížová výprava

### Cesta do Konstantinopole

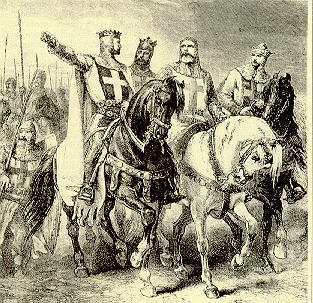
Vůdcové první křížové výpravy:
Godefroy z Bouillonu, Bohemund z Tarentu, Raimond z Toulouse a Tankred

Roku 1096 se Tankred spolu se svým strýcem Bohemundem připojil k první křížové výpravě, čímž se stal nejmladším z předních velitelů výpravy. Na výpravu Tankreda následoval jeho mladší bratr, který byl krátce před tím svým strýcem Bohemundem pasován na rytíře, nicméně nehrál na výpravě významnější roli.
O Velikonocích roku 1096 se Bohemundova normanská výprava dostala do Konstantinopole k byzantskému císaři Alexiovi. Ten na křižácích požadoval složení lenní přísahy, což především znamenalo závazek navrátit veškerá byzantská území, která se v té době nacházela pod kontrolou Seldžuků, zpět říši. Bohemund s přísahou souhlasil, avšak Tankred, Richard ze Salerna a několik dalších normanských rytířů odmítlo. Posléze se tajně za noci nechali z Konstantinopole přeplavit na asijskou pevninu.

### Nikaia a Anatolie
Křižáci spolu s byzantskými oddíly následně vytáhli na Nikáiu, jejíž posádka se nakonec po šesti týdnech obléhání vzdala Byzantincům. Protože Byzantinci křižáky do dobytého města vůbec nepustili, ti tak přišli o kořist, kterou by získali drancováním. Křižáci byli pobouřeni tím, jak humánně Byzantinci zacházejí se zajatými Turky a mnozí rytíři začali popírat svou přísahu z Konstantinopole. Císař Alexios proto osobně přijel k Nikáii a křižáky odškodnil ve zlatě. Velmoži na oplátku obnovili svou přísahu a přísahu nakonec složil i Tankred. Vojsko křižáků vytáhlo dále na východ a rozdělilo se na dvě skupiny. První vedl Bohemund z Tarentu a byli v ní zastoupeni všichni normanští a vlámští velmoži, zatímco v druhé byly především oddíly z Francie, Lotrinska a Provence pod velením hraběte Raimonda de Saint-Gilles. 1. července byla první skupina v údolí Dorylaeum přepadena tureckou armádou sultána Kilič Arslana. Turci kolem křižáků kroužili na svých rychlých koních a ostřelovali je šípy, čímž křižáky drželi v šachu. Rytíři museli stát na místě kryti pěšími bojovníky, díky čemuž dokázali tureckým šípům odolávat. Několik rytířů však vyjelo z šiku ven nepříteli vstříc, ale vzápětí byli do jednoho postříleni, mezi nimi byl i Tankredův bratr Guillaume. Když konečně Normanům dorazili na pomoc Francouzi, Provensálci a Lotrinčané, křižáci byli schopni prolomit tureckou obranu a zahnat sultána na útěk.

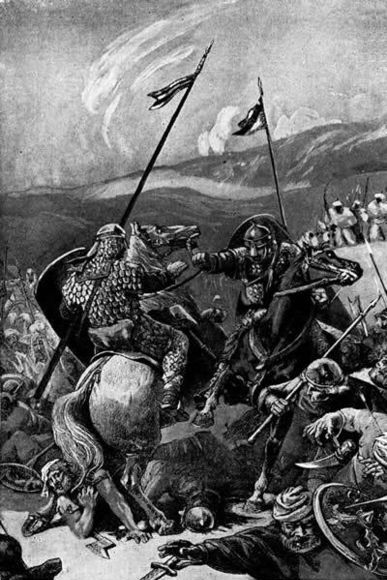
Gustave Doré: Bohemund z Tarentu v bitvě zachraňuje Tankreda

Výprava postupovala dále na východ a během pochodu Kilíkií se Tankred oddělil, s Balduinem z Boulogne v závěsu, od hlavního vojska, aby získal nějakou kořist pro sebe. Tankred, jehož vojsko bylo méně početné – 100 jezdců a 200 kušníků –, ale zato pohyblivější se blížilo k přístavnímu městu Tarsos, rodišti apoštola Pavla. Tarská posádka byla odhodlána město bránit, ale když Turci zjistili i postup silnějšího Balduina, opustili vojáci město a obyvatelé Tankredovi otevřeli brány. Tankred město obsadil, ale když přitáhl Balduin z Boulogne, požadoval vydání města a Tankredovi vyhrožoval otevřenou válkou, jestli mu město neponechá. Tankred tak byl donucen odtáhnout a toto ponížení Balduinovi nikdy nezapomněl. Tankred i Balduin nadále táhli Kilíkií každý sám a cestou osvobozovali místní Armény od selžucké nadvlády. Tankred sám získal pro křižáky jen přístav Alexandretta. Zatímco Balduin postupoval dále na východ do hloubi Kilíkie, Tankred směr hlavního vojska neopustil a nakonec táhl s ním až před Antiochii.

### Antiochie
Tankred se po boku Bohemunda účastnil všech vojenských akcí proti městu. Křižáci před městem strádali hladem a již počátkem roku 1098 mnozí poutníci i rytíři začali dezertovat. V těchto dnech se jednou vypařil i vůdce jedné z lidových křížových výprav Petr Poustevník a rytíř Guillaume de Charpentier, což Tankreda velmi rozzuřilo a jal se dezertéry pronásledovat. Petra a Guillauma pak skutečně objevil a v řetězech je přivedl zpět do tábora, kde Guillauma v zimě nechal celou noc za trest přivázaného před Bohemundovým stanem. Petr takové potupě vystaven nebyl, neboť byl svými náboženskými kázáními příliš důležitý pro udržení morálky bojovníků, nicméně jeho autorita byla silně otřesena a již se mu ji nikdy nepodařilo zcela získat zpět.
Křižáci již zatím odrazili útoky dvou muslimských armád přitáhnuvších Antiochii na pomoc. Stále doufali, že se jim podaří město vyhladovět, a tak zatarasili zásobovací trasy na západ od města. Tankredovým Normanům se podařilo dobýt i malou pevnost střežící místní cesty, kde našli množství zásob. Pevnosti se od té doby začalo říkat „Tankredův hrad“. Bohemund poté začal vyjednávat s velitelem jižních hradeb, arménským muslimem jménem Firuz. Ten za úplatu přislíbil vpustit křižáky do města. Firuz dodržel slovo a 3. června tak křižáci vtrhli do města, obyvatele povraždili a město vydrancovali. Následně byli obklíčeni vojskem mosulského atabega, emíra Kerbogy. Když selhalo vyjednávání, křižáci, jimž velel Bohemund z Tarentu, vypochodovali ven z města a jeho armádu v bitvě porazili.

### Tažení na Jeruzalém

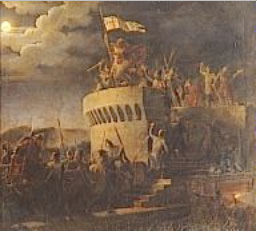
Pierre-Henri Revoil: Tankred z Hauteville obsazuje Betlém

Ke konci roku 1098 křižáci vytáhli dále na Jeruzalém a Tankred byl mezi prvními, zatímco Bohemund zůstal v Antiochii, aby uplatňoval své nároky na město. Při postupu na jih Tankred zastával názor, že by pochod měl směřovat vnitrozemím, kde nebylo tolik opevněných měst, které by výpravu ohrožovaly. Raimond de Saint-Gilles však jeho názory odmítl s tím, že cesta při pobřeží je schůdnější a jsou tam lepší možnosti zásobování. Tak výprava táhla podél moře. Neúspěšně se pokoušela dobýt Arku, odkud se dále přesunula do Ramly, kterou lstí křižáci obsadili. Bejrút si milost od křižáků vykoupil a Tyros zachoval neutralitu. Tankredovi se se stovkou normanských rytířů podařilo dobýt od arabské posádky Betlém, kde byl následně uvítán místními křesťany.
7. června křižáci oblehli Jeruzalém. Jihozápadně od města, na hoře Sion rozbil obléhací tábor hrabě Raimond z Toulouse a severně od něho měl své ležení Tankred z Hauteville. 15. července provedli křižáci konečný útok na město. Křižáci útočili ze tří stran, z jihu vedl útok Raimond z Toulouse, ze severu Godefroi z Bouillonu – oba měli k dispozici velkou obléhací věž – a Tankred vedl útok ze severozápadu, jeho vojáci měli k dispozici jen žebříky. Tankred se svými vojáky se probil napříč městem a jako první stanul před Šalomounovým chrámem, který hájili arabští vojáci. Tankred jim nabídl ušetření jejich životů, pokud se vzdají. Obránci na to přistoupili a Tankred na znamení ochrany chrámu před ostatními křižáky vyvěsil nad chrámem svou standartu. Vraždění a drancování křižáků neznalo mezí a nakonec ani tito nešťastníci, navzdory Tankredově příslibu ochrany, nezůstali ušetřeni.

## Války ve Svaté zemi

### Bitva uAskalonu
Po skončení křížové výpravy se Tankred odebral do Galileje, kde začal budovat základy svého vlastního panství. Nově zvolený vládce Jeruzaléma Godefroi z Bouillonu mu poslal vzkaz, aby se ihned vrátil do Jeruzaléma, protože velká egyptská armáda postupovala na Jeruzalém a křižáci volali do zbraně, koho mohli. Cestou do Jeruzaléma Tankred spolu s Eustachem z Boulogne zajal egyptské špehy, ze kterých dostali strategické informace o postupujícím vojsku. Tankred s Eustachem dorazili do Ramly, kde se připojili k armádě Roberta Flanderského a kde se zanedlouho sešli i všichni ostatní velmoži. Vojsko tak vyrazilo Egypťanům vstříc a 12. srpna ráno 1099 křižáci přepadli egyptský tábor. Překvapení Egypťané propadli panice, jejich armáda se úplně rozpadla a mnoho vojáků bylo v chaosu křižáky pobito. Tankredovi a vévodovi Robertu z Normandie se podařilo zmocnit se standarty vezíra al-Afdala, který vojsku velel, i dalšího vezírova majetku: 
| „                  | Hrabě z Normandie spatřil admirálovu standartu ozdobenou zlatým jablkem na hrotu stříbrného kopí, vrhl se divoce na praporečníka a smrtelně jej zranil. Tankred se na své straně vřítil do jejich ležení, a když to ti pohaní viděli, dali se hned na útěk. | “ |
| — Anonymní kronika | |   |

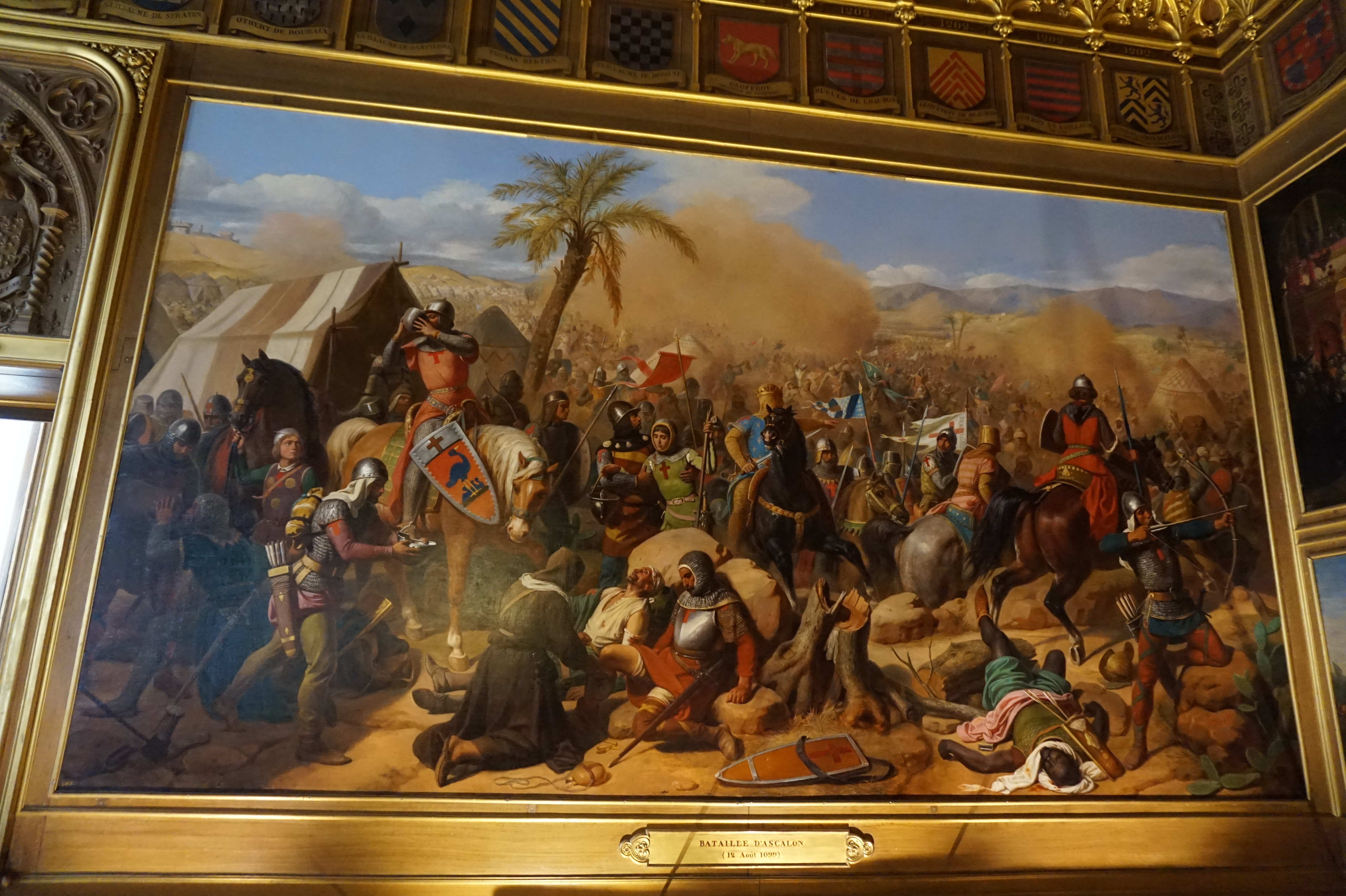
Victor Schnetz: Bitva u Askalonu

Křižáci zvítězili a zabezpečili tak nové Jeruzalémské království proti dalšímu protiútoku muslimů. Po bitvě u Askalonu křižáci oblehli město, ale rozhořel se spor mezi Raimondem de Saint-Gilles a Godefroiem z Bouillonu o to, komu město připadne. Hádka znechutila ostatní vůdce křižáků a nakonec Raimond, Robert II. Normandský, Robert II. Flanderský i Eustach III. z Boulogne obléhání přerušili a odtáhli pryč. Tankred s Godefroiem před Askalonem zůstal, ale i tak jejich síla nestačila k dobytí pevnosti a museli obléhání zanechat.

### Kníže zGalileje a války na severu
Tankred se poté pustil do dobývání a budování vlastního panství; 27. července obsadil Nábulus a 7. srpna Ramlu. Někdy v druhé polovině srpna 1099 vytáhl v čele osmdesáti Normanů do severní Palestiny, kde obsadil městečko Bejt Še'an; mnozí historikové se dříve domnívali, že Tankred dobyl také Tiberiadu na břehu Galilejského jezera, avšak pravděpodobněji se tak nestalo a Godefroy z Bouillonu mu později svěřil v Tiberiadě pouze úřad kastelána.
Do Levanty poté dorazil nový papežský legát Daimbert z Pisy, který na Vánoce roku 1099 spolu s dalšími křižáckými vládci, Bohemundem z Tarentu a Balduinem z Boulogne, dorazil do Jeruzaléma. I Tankred se dostavil a všichni, až na Balduina z Boulogne, složili Daimbertovi, který se nyní stal jeruzalémským patriarchou, lenní hold. Daimbert jim na oplátku potvrdil jejich tituly, které si ve Svaté zemi vydobyli. Tankred získal titul knížete z Galileje, avšak i přes takto nezávislý titul zůstal leníkem jeruzalémského vládce, Ochránce Bozího Hrobu, Godefroye z Bouillonu.

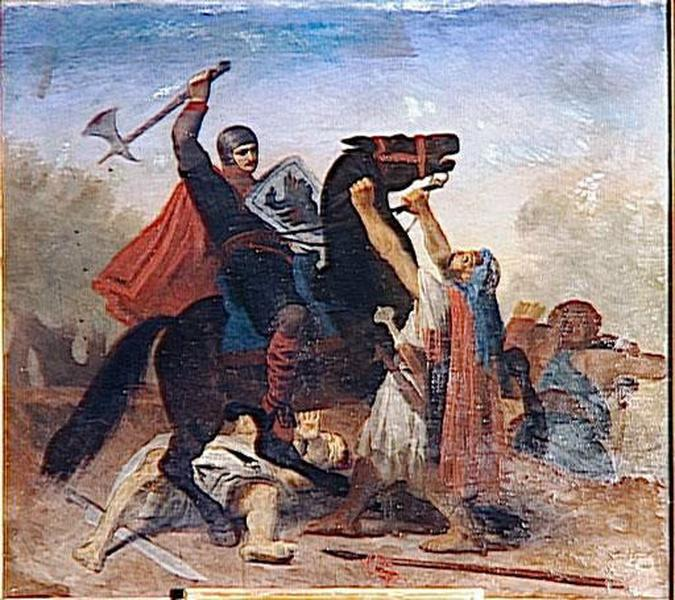
Émile Signol: Tankred v bitvě o Jeruzalém

Od té chvíle se Tankred plně pustil do rozšiřování svého Galilejského knížectví. Nicméně oblast na východ od Galilejského jezera se křižácké moci stavěla na odpor. Na jaře roku 1100 vpadl do Zajordánska, kam mu přišel na pomoc z Jeruzaléma Godefroy, a které si s Godefroyovou pomocí podrobil. Godefroy rovněž dobyl i přístav Haifa, nicméně se zdráhal udělit ji v léno Tankredovi z obavy, že s přístavem v rukách by příliš vzrostla Normanova moc. Haifu proto získal provensálský rytíř Galdemar Carpentel, leník Raimonda z Toulouse. Po Godefroyově smrti 18. července 1100 Tankred na Haifu vznesl znovu nárok a vytáhl proti ní. Tankredův nárok pak podpořil i jeruzalémský patriarcha Daimbert z Pisy. Když na trůn však dosedl nový jeruzalémský vládce Balduin z Boulogne, tak Godefroyovo někdejší rozhodnutí potvrdil a proti Tankredovi poslal armádu pod velením Huga z Falkenbergu a biskupa Roberta z Ramly, nicméně Tankredovi Normani je 20. října 1100 dokázali odrazit. Během Vánoc a počátku roku 1101 s Tankredem vyjednával král Balduin i královská rada a Tankreda nakonec přiměli od nároků na Haifu ustoupit.
Téhož roku byl Turky zajat Bohemund z Tarentu. Tankred, jako jeho nejbližší příbuzný, se proto ujal regentství v Antiochii, zatímco Galileu svěřil Huguesu de Saint-Omer. Do Antiochie přivedl i svou elitní normanskou rytířskou jízdu. Jeho protibyzantská politika vyústila v útok proti několika byzantským pevnostem v Kilíkii, které se Normanům podařilo obsadit, ale když se roku 1101 pokusil vzít útokem byzantskou Latakii, byl odražen provensálskými rytíři Raimonda z Toulouse, kteří město chránili. Téhož roku se křižácká skupina v čele s Raimondem z Toulouse pokusila v Anatolii osvobodit Tankredova strýce ze zajetí. Výprava však nebyla úspěšná a když se Raimond vracel na východ, byl v přístavu Tarsos Tankredovými Normany zatčen a uvězněn v Antiochii. Tankred Raimonda obvinil ze zrady křesťanství a neúspěch v Anatolii, ale na nátlak církve nakonec roku 1102 musel Raimonda propustit. Raimonda ale Tankred donutil, aby své síly stáhnul z Latakie a dále se nepletl do záležitostí Antiochijského knížectví. Na jaře roku 1102 pak armáda z Antiochie Latakii napadla a po ročním obléhání, i s pomocí janovského námořnictva město kapitulovalo. Dobytí byzantských držav vyvolalo ostrou reakci byzantského císaře, který si oficiálně stěžoval jeruzalémskému králi na chování jeho vazala. Ale Tankred jasně dával najevo, že se nehodlá ohlížet ani na císaře v Konstantinopoli, ani na krále v Jeruzalémě a na protest začal podporovat sesazeného patriarchu Daimberta, který byl králem Balduinem z Jeruzaléma vyhnán. Tanked poté svou pozornost své expanzivní politiky zaměřil na svého křižáckého souseda, Edesské hrabství, za což sklidil další nevoli ze strany jeruzalémského krále.
Po dvouletém zajetí byl ze zajetí propuštěn Bohemund z Tarentu. Na jeho výkupné se složili nejen křižáci z Palestiny, ale také Normané ze Sicílie, zatímco Tankred nedal vůbec nic. Roku 1104 Bohemund, Tankred spolu s Balduinem Le Bourg, hrabětem z Edessy, zaútočili na muslimskou pevnost Harran. Křižáci však v bitvě u Harranu utrpěli těžkou porážku a Bohemund s Tankredem vyvázli jen se šesti spolubojovníky. Balduin Le Bourg byl ale muslimy zajat. Mosulský sultán Jekermich, který držel Balduina v zajetí, Bohemundovi s Tankredem nabídl, že jej výměnou za jednou svou konkubínu, která se nacházela v Bohemundově zajetí, propustí. Tankred Jekermichovi, po poradě se svým strýcem, vzkázal, ať si Balduina nechá, ale konkubína mu bude vydána za 15 000 zlatých dinárů. Do Edessy pak Bohemund jako regenta dosadil Tankreda, kterému se hrabství podařilo ubránit proti dalšímu vojenskému vpádu Turků a rovněž posílit pozice křesťanů.

### Regent Antiochie

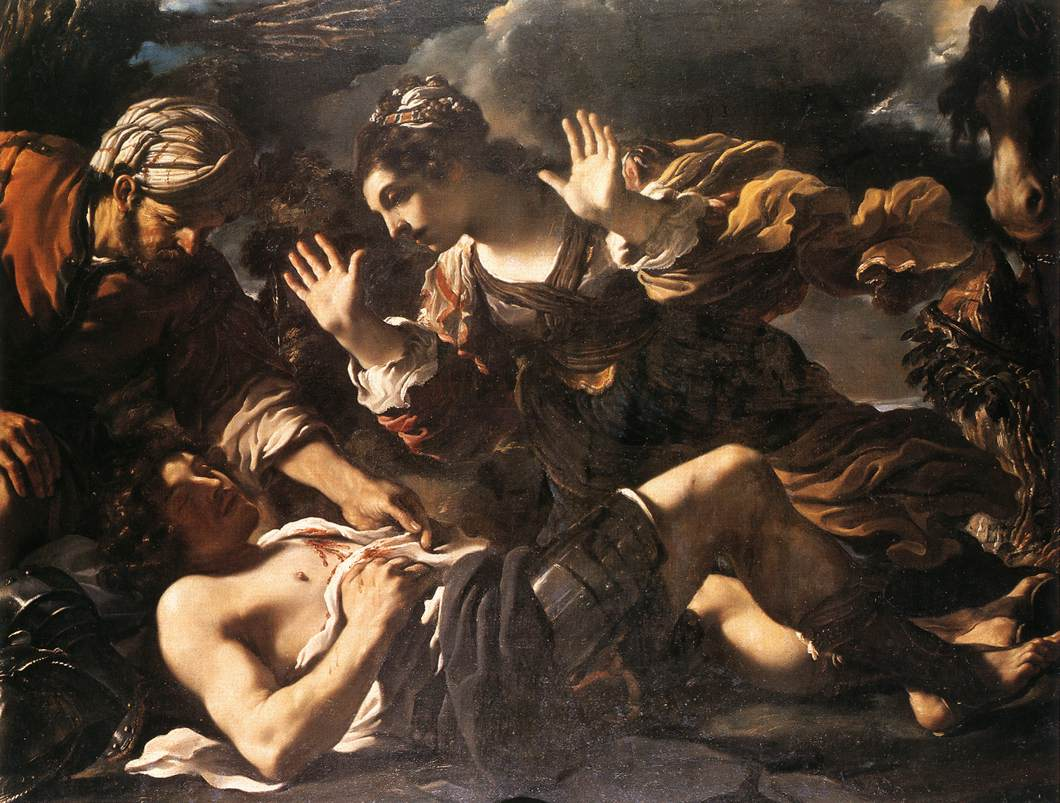
Guercino: Erminia objevuje Tankredovo zranění, Osvobozený Jeruzalém
Galleria Doria Pamphilj, Řím, 1619

Ztrátou vojska u Harranu bylo Antiochijské knížectví velmi oslabené. Navíc byzantský císař Alexios, který si na Antiochii činil silné nároky, táhl na východ v čele své silné armády, aby získal zpět svá anatolská teritoria včetně Antiochie. Bohemund mu Antiochii vydat nemínil a viděl jedinou možnost – vrátit se do Evropy pro posily. Lstí se mu podařilo v rakvi proklouznout přes blokádu byzantského námořnictva a dostat se až do Itálie, Tankreda prozatím zanechal v Antiochii, aby vzdoroval Byzantincům. Císař, který se pravdu o Bohemundově „smrti“ rychle dozvěděl, nechal Antiochii být, uzavřel příměří se sultánem Kilič Arslanem a vrátil se rychle na západ, kde byla Byzanc mnohem zranitelnější a odkud mohl v blízké budoucnosti čekat útok nové Bohemundovy armády. Tankred zatím chopil moc v Antiochii do svých rukou, zkonsolidoval armádu a roku 1105 v bitvě u Artahu porazil sultána Ridvána z Aleppa a příštího roku na muslimských emírech dobyl město Apamea. Tím pro křižáky znovu dobyl některá území na východ od řeky Orontes.

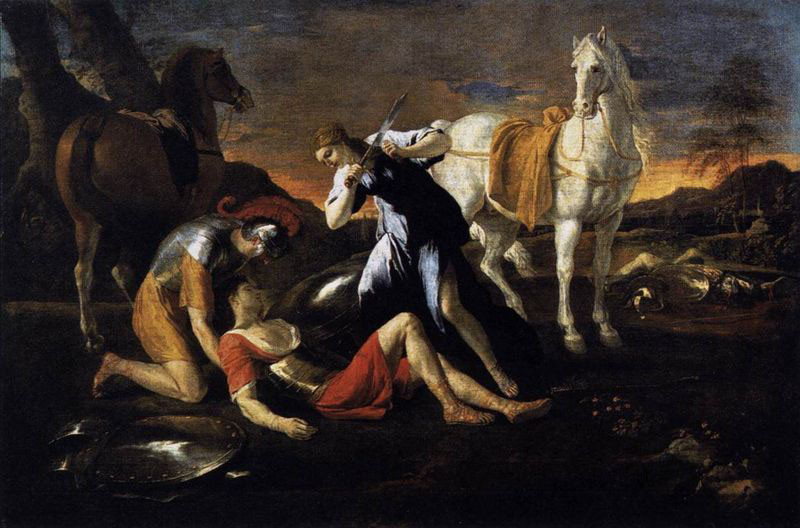
Nicolas Poussin: Tankred a Erminia,
obraz k básni Osvobozený Jeruzalém, kolem roku 1630

Podle arabského kronikáře Usámy bin Munkíze se po bitvě u Arty vládci Antiochie a nedalekého muslimského města Šajzar na znamení přátelství vzájemně obdarovali. Vládnoucí rodina ze Šajzaru Tankredovi darem dala koně. Tankredovi koně přivedl kurdský mladík jménem Hasanun. Tankred si chlapce oblíbil a slíbil mu, že pokud by jeho křižáci Hasanuna někdy zajali, bude mu darována svoboda. Nicméně Tankred byl kruté a věrolomné povahy. Když se ten samý mladík následujícího roku skutečně nějak dostal do Tankredova zajetí, regent Antiochie zrušil svůj slib, nechal muže uvěznit a krutě mučit, při němž věznitelé mladíkovi vypíchli pravé oko.
Roku 1107 v Evropě konečně Bohemund postavil armádu a zaútočil ze západu proti Byzantké říši. Zatímco se Byzantinci museli soustředit na Bohemunda, Tankred zaútočil z východu na byzantská teritoria v Kilíkii a obsadil některá města. Zatímco se Normani zaměstnali válkou proti Byzanci, byl roku 1108 ze zajetí konečně propuštěn Balduin Le Bourg, který začal požadovat nazpět vládu v Edesse. Tu však spravoval Tankred a jeho emisar Richard ze Salerna a ti dali jasně najevo, že se Edesského hrabství nemíní vzdát. Balduin musel bojovat a nakonec v krátké válce uspěl. Tankred tak musel svůj vliv omezit jen na antiochijská území. V létě téhož roku byl Bohemund, který se na Balkáně nacházel v zoufalé situaci, donucen ke kapitulaci. Spolu s císařem Alexiem podepsal devolskou smlouvu, kterou se zavazoval, jako antiochijský kníže, být vazalem byzantského císaře. Tankred však podobnou dohodu akceptovat odmítl, stejně jako odmítal být vazalem jeruzalémského krále. Odmítnutí devolské smlouvy demonstroval ještě roku 1108, kdy napadl Laodikeu. Vzhledem k tomu, že Bohemund se do Antiochie již nikdy nevrátil, zůstal Tankred regentem Antiochijského knížectví, a to i po Bohemundově smrti roku 1111 – ve jménu jeho malého syna Bohemunda II.
Roku 1108 byl zajat a popraven Gervaise de Bazoches, galilejský kníže, nástupce Huguese de Saint-Omer. Jeruzalémský král Balduina na jeho místo dosadil svého spřísežence Joscelina z Courtenay, zatímco Tankred se proti tomu ohradil a knížectví žádal zpět. Roku 1110 Tankred získal kontrolu nad hradem Krak des Chevaliers, který se později stal největší křižáckou pevností ve Svaté zemi. Během roku 1112 bezdětný Tankred zemřel na tyfus[nepřesný odkaz]. Byl ženatý s francouzskou princeznou Cecílií.

## Odraz vliteratuře

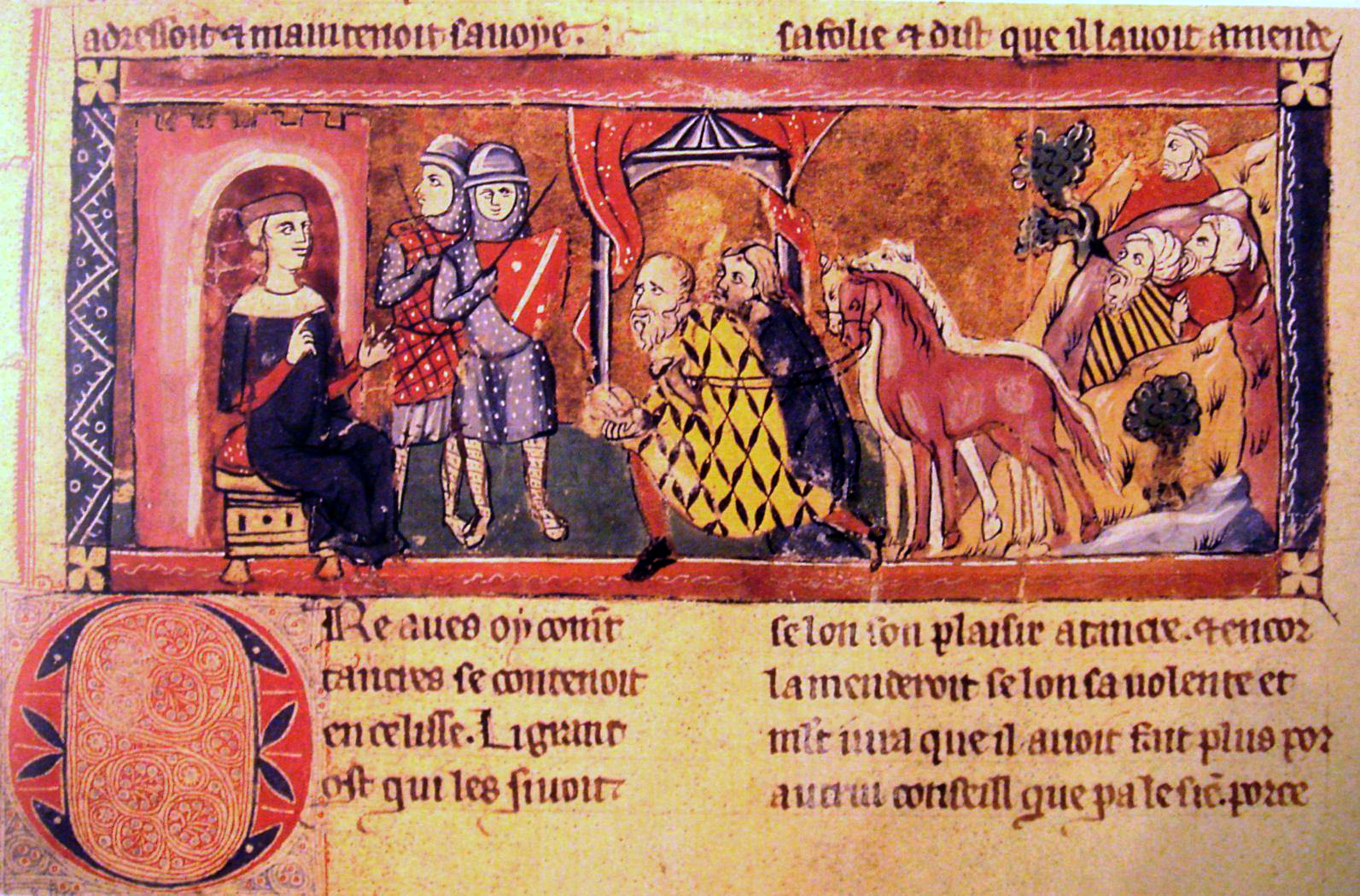
Tankred a Baudouin u Arménů, z rukopisu MS 9084, francouzské Národní knihovny v Paříži, datováno 1286

Soudobý francouzský kronikář Raoul z Caen je autorem kroniky Gesta Tancredi in expeditione Hierosolymitana, napsané na objednávku Tankreda, kde kronikář vykresluje dějiny ve prospěch Normanů a jejich politických zájmů.

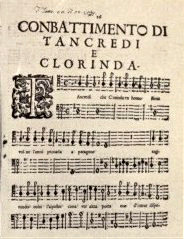
Il Combattimento di Tancredi e Clorinda

Postava rytíře Tankreda vystupuje ve slavné básni Torquata Tassa Osvobozený Jeruzalém. Tankred je zde vykreslen jako rytířský ideál hrdiny, který se zamiluje do pohanské dívky-válečnice Clorindy. Do Tankreda se naopak zamiluje princezna Erminia z Antiochie. Tassovy verše byly zhudebněny Claudiem Monteverdim v operní scéně Zápas Tancreda a Clorindy (italsky Il Combattimento di Tancredi e Clorinda).
Gioacchino Rossini a libretista Gaetano Rossi roku 1813 na základě Voltairovy hry Tancrède z roku 1759 složili operu Tancredi, heroické melodrama. Tankred se objevuje i v sedmé scéně hry Tragédie člověka, kterou sepsal Imre Madách, a také v díle Toma Harpera Obléhání nebes, kde je vykreslen jako záporná psychopatická postava.

## Odraz ve výtvarném umění

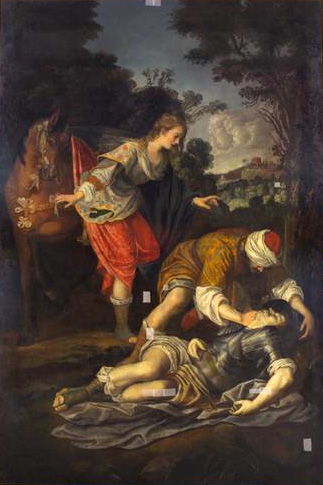
Lorenzo Lippi: Erminia našla zraněného Tankreda, 1640–1650

Soudobé vyobrazení Tankreda neexistuje. Nejstarší je miniatura z francouzského iluminovaného rukopisu z poslední čtvrtiny 13. století, zobrazující Tankreda s Badouinem jako obecné rytíře. První období obliby dějových vyobrazení Tankreda začíná v raném baroku kolem roku 1620, zpravidla zpodobením nalezení a záchrany zraněného Tankreda. Hlavní obrazy, kresby a rytiny vznikají teprve s rytířskými romány v období romantismu kolem poloviny 19. století a později. Populární byla série imaginárních romantických portrétů křižáckých hrdinů, kterou Merry-Joseph Blondel vymaloval roku 1840 pro francouzského krále v sále křížových výprav zámku Versailles.